# Comté de Houghton
Le comté de Houghton (Houghton County en anglais) est situé dans le nord-ouest de la péninsule supérieure de l'État de Michigan, sur la rive du lac Supérieur. La plupart du comté est dans la péninsule de Keweenaw. Son siège est à la ville de Houghton. Selon le recensement de 2000, sa population est de 36 016 habitants.

## Géographie
Le comté a une superficie de 3 889 km2, dont 2 620 km2 en surfaces terrestres.

### Comtés adjacents
- Comté de Keweenaw (nord)
- Comté de Baraga (est)
- Comté d'Iron (sud)
- Comté d'Ontonagon (ouest)